# Gollum attenuatus
Gollum attenuatus är en hajart som först beskrevs av Jack Garrick 1954. Gollum attenuatus placeras som ensam art i släktet Gollum, i familjen Pseudotriakidae. IUCN kategoriserar arten globalt som livskraftig. Inga underarter finns listade.